# Ma'arrat al-Nu'man (nahija)
Nahija Ma'arrat al-Nu'man (ar. ناحية معرة النعمان) je nahija u okrugu Ma'arrat al-Nu'man, u sirijskoj pokrajini Idlib. Po popisu iz 2004. (prije rata), nahija je imala 149.834 stanovnika. Administrativno sjedište je u naselju Ma'arrat al-Nu'man.